# Gare de Cuzorn
La gare de Cuzorn est une gare ferroviaire française de la ligne de Niversac à Agen, située au lieu-dit Ladignac sur le territoire de la commune de Cuzorn, dans le département de Lot-et-Garonne en région Nouvelle-Aquitaine.
Elle est mise en service en 1863 par la Compagnie du chemin de fer de Paris à Orléans (PO). 
Elle est fermée au XXe siècle.

## Situation ferroviaire
Établie à 92 mètres d'altitude, la gare de Cuzorn est située au point kilométrique (PK) 602,834 de la ligne de Niversac à Agen, entre les gares de Sauveterre-la-Lémance, s'intercale la halte fermée de Saint-Front-sur-Lémance, et de Monsempron-Libos.

## Histoire
La « station de Cuzorn » est mise en service le 3 août 1863 par la Compagnie du chemin de fer de Paris à Orléans (PO), lorsqu'elle ouvre à l'exploitation la ligne à voie unique de Niversac à Agen.
En 1871 la recette annuelle de la station de « Cuzorn », du réseau d'Orléans, est de 184 081 francs et pour l'année 1882 elle est de 169 604 francs.
Elle est fermée au XXe siècle.

## Service des voyageurs
Cuzorn est fermée au service des voyageurs.

## Patrimoine ferroviaire
L'ancien bâtiment voyageurs d'origine est un bâtiment type à deux ouvertures de la compagnie du PO. Sur une base rectangulaire, il dispose d'un étage sous une toiture à deux pans,. Une ancienne halle à marchandises, située entre le bâtiment voyageurs et le passage à niveau, est intégré dans un bâtiment industriel.